# Kronenbergi Walter
Kronenbergi Walter (1477 vagy 1479 (?) Kronbergi kastély, Frankfurt mellett – 1545. április 4. Mergentheim) németül: Walter von Kronenberg vagy Walter von Cronberg/Kronberg a Német Lovagrend 38. nagymestere.
Családja a Frankfurt melletti Kronberg kastélyról kapta a nevét, ahol ő is született. 1497-ben belépett a teuton lovagrendbe, s a Német Birodalomban élő lovagi tagok közt munkálkodott. 1499-ben Mergentheim komturává nevezték ki, 1504-től Frankfurt komtura volt.
Brandenburgi Albert nagymestersége alatt követségben volt Zsigmond Ágost lengyel uralkodónál, akivel a Német Lovagrend önállósága ügyében tárgyalt, melyet még 1466-ban elvesztett, s azóta a király hűbérese volt.
A lovagrend fellázadt a lengyel király ellen, de még az utolsó háborúja is balul végződött. Közben Albert nagymester evangélikus lett és Poroszországban is elterjedt a reformáció, így a teuton lovagoknak esélyük sem volt még a megmaradásra sem. Albert mint már porosz herceg kimondta a rend feloszlatását és vagyonának világi tulajdonba való vételét. Kronenbergi és a rendi tagok erélyesen tiltakoztak és V. Károly német-római császár segítségét kérték. Károly Kronenbergit tette meg nagymesterré, de mivel az adott helyzetben nem tudta Poroszországot visszaszerezni, sőt Livóniában Walter von Plettenberg tartománymester kimondta a Kardtestvérek kiválását a teutonoktól, ezért Németországba, a Frankföldre telepítette át 1526-ra a lovagrendet, amely Mergentheimben alakította ki központját.
Kronenbergi és a lovagrend sokáig törekedett az elvesztett porosz területek visszaszerzésére. A császár és a pápa is felszólította az „eretnek nagymestert”, hogy adja vissza a teutonoknak az országot. Albertet ellenben megvédte hűbérura a lengyel király és Dánia, Svédország, valamint néhány német fejedelem szervezte császárellenes protestáns koalíciók.
A lovagok kudarcaik után a törökök elleni háborúkat támogatták Magyarországon, miközben a következő több mint két és fél évszázadban fokozatosan elvesztik összes európai birtokukat.